# Barkaszentelés
A barkaszentelés szentelmény a római katolikus egyházban. A virágvasárnap szertartásának része, amikor a szentmise előtt pálma- és olajfaágakat, vagy ezek hiányában más, barkás ágakat megáldanak, és körmenetben körülvisznek a templomban.

## Jelentése
Jelentősége a múltra történelmi, a jelenre misztikus és a jövőre nézve prófétai. Történelmileg annyiban jelentős, amennyiben Jézusnak, kínszenvedése előtt öt nappal, Jeruzsálembe való bevonulására emlékeztet. Erről már az ószövetségi próféta (Zakariás könyve 99.) is említést tesz, amikor elmondja, hogy a nép Jézust nagy örömmel fogadta, a gyermekek pedig pálmaágakkal mentek elébe, és kiáltoztak: Hozsanna Dávid fiának, áldott, aki az Úr nevében jön! Misztikus jelentése az isteni malasztból (kegyelem) származó lelki örömet, prófétailag pedig a földi élet után a mennyei Jeruzsálembe való boldog bevonulást jelenti.
Jeruzsálemben a 4. századtól az Úrjézus virágvasárnapi bevonulását felidézve az Olajfák hegyéről megszentelt pálma- és olajfaágakkal vonultak a városba. Európában a 10. század óta a Földközi-tenger vidékén szintén pálma- v. olajágat, északabbra a fűzfa barkás vesszejét szentelik meg.
Szentmise után a hívők a szentelt barkát hazaviszik. Hamvazószerda napján ennek hamuját szórják fejükre a keresztények mondván: „Emlékezz, ember, hogy porból vagy, és porrá lész!”